# Jorgos Kaminis
Jeorjos (Jorgos) Kaminis, gr. Γεώργιος (Γιώργος) Καμίνης (ur. 15 lipca 1954 w Nowym Jorku) – grecki polityk, prawnik i nauczyciel akademicki, posiadający również obywatelstwo amerykańskie. W latach 2003–2010 grecki ombudsman, od 2011 do 2019 burmistrz Aten, deputowany.

## Życiorys
Urodził się w Stanach Zjednoczonych. Gdy miał kilka lat, jego rodzina powróciła do Grecji. W 1980 ukończył studia prawnicze na Uniwersytecie Narodowym m. Kapodistriasa w Atenach. Odbył studia podyplomowe z prawa publicznego na Université Panthéon-Assas (1982), a w 1989 doktoryzował się na Université Panthéon-Sorbonne. Od lat 80. pracował jako nauczyciel akademicki, od 1998 jako profesor na macierzystej uczelni. W 1998 został zastępcą greckiego rzecznika praw obywatelskich, w latach 2003–2010 sprawował urząd ombudsmana.
W wyborach w 2010, z poparciem Panhelleńskiego Ruchu Socjalistycznego oraz ugrupowań centrowych i ekologicznych, został wybrany na urząd burmistrza Aten, który objął 1 stycznia 2011. W wyborach w 2014 z powodzeniem ubiegał się o reelekcję.
W 2017 dołączył do kierownictwa centrolewicowej federacji Ruch na rzecz Zmian. W 2019 ustąpił z funkcji burmistrza w związku z kandydowaniem w wyborach europejskich. Nie uzyskał wówczas mandatu europosła. W wyborach krajowych w tym samym roku został natomiast wybrany do Parlamentu Hellenów.